# Augustin (Brașov)
Augustin (veraltet Agostin auch Agoștin; deutsch Agestendorf, ungarisch Ágostonfalva) ist eine Gemeinde im Kreis Brașov, in der Region Siebenbürgen in Rumänien.
Der Ort ist auch unter den deutschen Bezeichnungen Augustinsdorf, Agestenburg, Augustenburg und Augustin und der lateinischen Villa Sancti Augustini bekannt.

## Geographische Lage

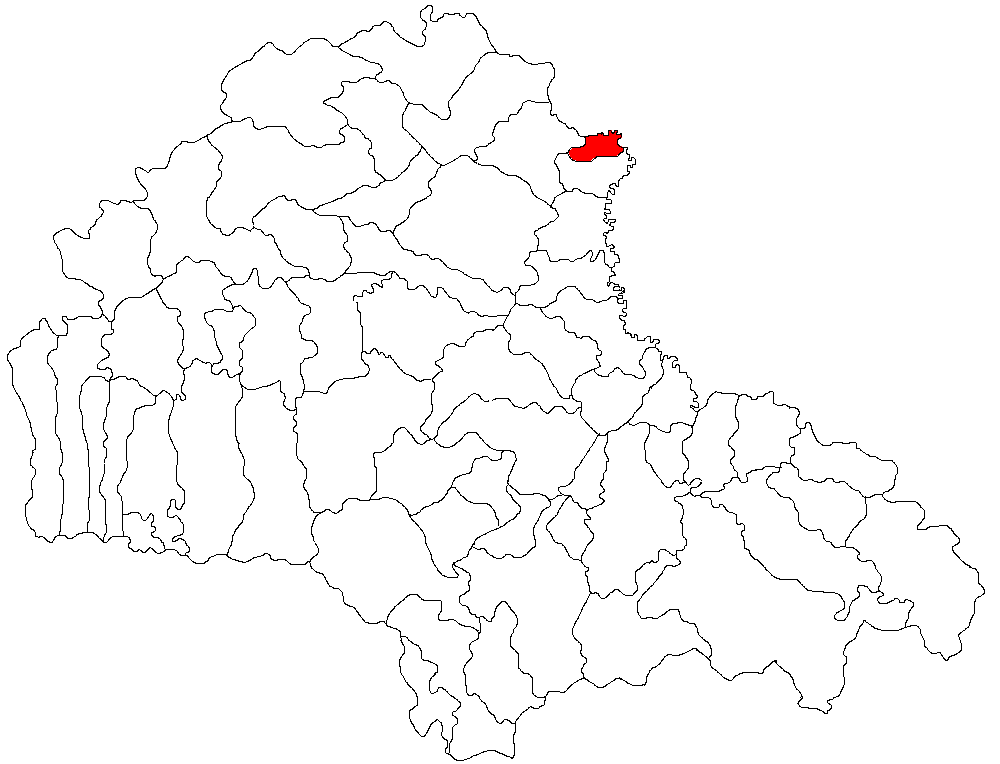
Lage von Augustin im Kreis Brașov

Augustin liegt südöstlich des Siebenbürgischen Beckens am linken Ufer des Olt (Alt), westlich der Baraolter Berge (Munții Baraolt). Im Nordosten des Kreises Brașov an der Bahnstrecke Teiuș–Brașov und an der Kreuzung der Kreisstraßen DJ 131B mit der 131C, etwa 19 Kilometer nördlich von der Europastraße 60 bei Măieruș (Nußbach), liegt Augustin etwa 50 Kilometer nördlich von der Kreishauptstadt Brașov (Kronstadt) entfernt.
Die Kleinstadt Baraolt im Kreis Covasna, befindet sich etwa fünf Kilometer nordöstlich.

## Geschichte
Augustin wurde erstmals 1679 urkundlich erwähnt. Nach Angaben von M. Roska wurden auf dem Areal des Ortes archäologische Funde die in die Jungsteinzeit deuten gemacht. Mehrere Funde der Spätbronzezeit die auf dem Gebiet von Augustin gefunden, dem Museum in Sfântu Gheorghe geliefert wurden, sind 1944 verlorengegangen. Im Königreich Ungarn befand sich Augustin im Stuhlbezirk Kőhalom (heute Rupea) im Groß-Kokelburger Komitat.
Ursprünglich gehörte Augustin zur Gemeinde Ormeniș, wurde jedoch 2005 ausgegliedert.
Augustin hat einen Kindergarten und eine Grundschule mit etwa 260 Schülern und 22 Lehrkräften.

## Bevölkerung
Seit der offiziellen Erhebung von 1850 wurde auf dem Gebiet des Ortes Augustin die höchste Einwohnerzahl (1860) und auch gleichzeitig die der Roma (915) 2011 registriert. Die höchste Zahl der Rumänen (903) und die der Magyaren (114) wurde 1966 und die der Rumäniendeutsche (8) wurde 1930 ermittelt. 1977 bekannte sich einer als Ukrainer.

## Sehenswürdigkeiten
Die rumänische-orthodoxe Kirche Hl. Nikolaus der Wundertäter wurde 1777 errichtet, befindet sich in einem reparaturbedürftigen Zustand.